# Ted Leonsis
Theodore John "Ted" Leonsis, född 8 januari 1957, är en amerikansk företagsledare som är grundare, majoritetsägare, styrelseordförande och vd för holdingbolaget Monumental Sports & Entertainment, LLC sedan den 10 juni 2010. Bolaget bildades via en fusion när Leonsis-kontrollerade Lincoln Holdings, LLC gick ihop med Washington Sports and Entertainment, LP när Lincoln förvärvade basketorganisationen Washington Wizards i National Basketball Association (NBA). Via Monumental är han också formell majoritetsägare för ishockeyorganisationen Washington Capitals i National Hockey League (NHL) och dambasketlaget Washington Mystics i Women's National Basketball Association (WNBA). Leonsis har även haft höga chefsbefattningar inom IT-företaget AOL, Inc. mellan 1993 och 2006.
Han avlade en kandidatexamen i amerikanska studier vid Georgetown University.
Leonsis beräknas ha en förmögenhet på omkring en miljard amerikanska dollar.